# McDonnell Douglas MD-12
McDonnell Douglas MD-12 — проект двухпалубного широкофюзеляжного самолёта, разрабатывавшийся компанией McDonnell Douglas в 1990-х годах. Первоначально предполагалось использовать 3-двигательную схему; затем проектировщики перешли к варианту 4-двигательного удлиненного авиалайнера. Он должен был иметь размеры, близкие к Boeing 747, но большую пассажировместимость. Однако заказчики интереса к MD-12 не проявили и проект был закрыт. McDonnell Douglas также изучал возможность увеличения MD-11 под кодовым названием MD-XX, но и этот проект продолжения не получил.

## Разработка

### История
McDonnell Douglas занимался проработкой удлиненных версий своей модели MD-11. Проект получил наименование MD-12X. Прорабатывалась возможность организации в передней части фюзеляжа нижней палубы с панорамным остеклением. В октябре 1991 года совет директоров компании принял решение предложить проект MD-12X авиакомпаниям. MD-12X имел длину около 72,5 м и размах крыла 64,8 м. В ноябре McDonnell Douglas и Taiwan Aerospace Corporation подписали договор о намерении сформировать компанию для разработки нового проекта. Основным акционером должен был стать McDonnell Douglas (51 %), Taiwan Aerospace имела бы долю 40 %, а ещё 9 % собирались выкупить другие азиатские компании.

### Финансовые вопросы
В конце 1991 года McDonnell Douglas попытался разделить гражданское и военное производства с целью получить капитал в размере четырёх миллиардов долларов, необходимых для разработки трёхдвигательного MD-12X. Отделение дорогостоящей разработки военно-транспортного C-17 от прибыльного производства MD-80 и MD-11 помогло бы привлечь иностранных инвесторов к проекту MD-12X. Предполагалось разделение компании на производителя военной техники McDonnell и гражданский Douglas.

### Новый проект
Постепенно проект перерос в MD-12 — 4-двигательный самолёт с двумя пассажирскими палубами на всю длину фюзеляжа. Длина основного варианта MD-12 составляла 63,4 м, размах крыла — 64,9 м. Фюзеляж имел ширину 7,39 м и высоту 8,51 м.
McDonnell Douglas обнародовал проект MD-12 в апреле 1992 года. По концепции он был похож на Airbus A380 и Boeing NLA и должен был быть больше конкурента Boeing 747.
Первый полёт MD-12 планировался в конце 1995 года, а начало поставок — на 1997 год. Несмотря на агрессивную рекламную кампанию и первоначальный ажиотаж, особенно в авиационной прессе, заказов на самолёт не последовало. После ухода из проекта Taiwan Aerospace у MDC не было достаточно финансовых средств для разработки проекта. Разработка нового двухпалубного самолёта оказалась невероятно сложной и дорогостоящей даже для авиационных гигантов Boeing и Airbus, хотя ещё более крупный Airbus A380 был успешно разработан и внедрён в производство.

### MD-XX
После закрытия программы MD-12 McDonnell Douglas сосредоточился на создании 300-400-местных вариантов MD-11. В 1996 году на авиасалоне в Фарнборо компания представила новый проект трёхдвигательного самолёта большой пассажировместимости и дальности под названием «MD-XX». MD-XX предлагался в двух вариантах; MD-XX Stretch с более длинным фюзеляжем и MD-XX LR с увеличенной дальностью. Оба варианта имели размах крыла 64,9 м, такой же, как у MD-12. MD-XX Stretch был удлинён на 9,8 м по сравнению с MD-11 и вмещал 375 пассажиров в трёхклассной компоновке или 515 мест экономкласса. Дальность составляла 13 тысяч км. MD-XX LR имел такую же длину, как MD-11, 309 мест в трёхклассной компоновке и дальность 15400 км. Однако в октябре 1996 года совет директоров MDC решил свернуть программу MD-XX, ссылаясь на то, что финансовые затраты были слишком высоки.

## Варианты
MD-12 предполагалось производить в следующих вариантах:
- MD-12 HC (High Capacity — высокая вместимость)
- MD-12 LR (Long Range — высокая дальность)
- MD-12 ST (Stretch — удлинённый)
- MD-12 Twin (2-двигательный вариант)

## Технические характеристики (MD-12 High Capacity)
Экипаж — 2 человека
Пассажировместимость — 430 в 3-классной компоновке, до 511 в экономическом варианте

Длина — 63,40 м

Размах крыла — 64,92 м

Высота — 22,55 м

Площадь палуб — 543,1 м²

Масса пустого — 187650 кг

Максимальная взлётная масса — 430500 кг

Двигатели (4) — General Electric CF6-80C2

Тяга — 274 кН

Макс. Скорость — 1050 км/ч

Дальность — 14825 км

## Похожие самолёты
- Airbus A380
- Boeing NLA